# Ligne Schuster

Schéma de la Ligne Schuster.

La ligne Schuster (D'Schuster-Linn en luxembourgeois, Schusterlinie en allemand) était une ligne de défense du Grand-Duché de Luxembourg supposée ralentir le passage de l'armée allemande en cas d'invasion lors de la Seconde Guerre mondiale.
Elle doit son nom à l'ingénieur qui l'a conçue: Joseph Schuster.
Elle était en fait composée d'obstacles sur les points de passages des frontières allemande et française (routes et voies de chemin de fer, ponts), comme des chicanes de béton ou des barrières en acier pouvant être définitivement verrouillées.
Elle fut rapidement enfoncée par les troupes du Troisième Reich lors de l'invasion de mai 1940.